# ادوبی کلدفیوژن
ادوبی کلدفیوژن (به انگلیسی: Adobe ColdFusion) یک برنامهٔ خادم تجاری مبتنی بر روش‌های سریع توسعه نرم‌افزار (به انگلیسی: RAD) است که در سال ۱۹۹۵ توسط جرمی و جی‌جی آلایر ابداع شد.
مهم‌ترین قابلیت کلدفیوژن این است که می‌تواند ارتباطی آسان بین صفحات وب (HTML) و بانک اطلاعاتی ایجاد کند.
در اصل این زبان برای اتصال صفحات اچ‌تی‌ام‌ال ساده به پایگاه داده طراحی شده بود ولی در نسخه ۲ با اضافه کردن یک IDE و زبان اسکریپت نویسی، تبدیل به یک پلتفرم کامل شد. نسخه‌های کنونی که توسط ادوبی منتشر می‌شوند در برگیرنده ویژگی‌های سازمانی و توسعه برنامه کاربردی اینترنت غنی می‌باشند.

## کد نمونه
یک کد نمونه:
```
<
cfform
 
format
=
"flash"
 
method
=
"post"
 
width
=
"400"
 
height
=
"400"
>

 
<
cfinput
 
type
=
"text"
 
name
=
"username"
 
label
=
"Username"
 
required
=
"yes"
>

 
<
cfinput
 
type
=
"password"
 
name
=
"password"
 
label
=
"Password"
 
required
=
"yes"
>

 
<
cfinput
 
type
=
"submit"
 
name
=
"submit"
 
value
=
"Sign In"
>

</
cfform
>

```

## ویژگی‌ها
یک از ویژگی‌های بارز کلدفیوژن مرتبط با زبان برنامه‌نویسی آن، نشانه‌گذاری بودن این زبان است؛ و تگ‌ها اساس آن را تشکیل می‌دهند، در مقایسه زبان‌هایی مثل پی‌اچ‌پی، جی‌اس‌پی، و ای‌اس‌پی که اسکریپتی هستند. اما کلدفیوژن تنها شامل یک زبان برای برنامه‌نویسی نمی‌شود و شما می‌توانید از سایر زبان‌ها، مانند جاوااسکریپت، اکشن‌اسکریپت، و سی‌اف‌اسکریپت به صورت الحاقی استفاده کنید.
کلدفیوژن اغلب برای پایگاه‌های داده و شبکه‌های داخلی استفاده می‌شود. اما در سایر زمینه‌ها مثل سوپ و ارتباط از راه دور با فلش نیز کاربرد دارد. این امر به ویژه برای برنامه‌نویسی سرور در فلکس و فلش حائز اهمیت است.
کلدفیوژن قابلیت پشتیبانی از پیام‌کوتاه و پیام‌های فوری را نیز برای سازمان‌ها در اختیار دارد.

## ویژگی‌های اصلی کلدفیوژن
کلدفیوژن یک سری ویژگی‌های اصلی دارد که عبارت است:
- ساده‌تر شدن دسترسی به پایگاه داده
- مدیریت کش در کلاینت و سرور
- تولید کدهای سمت کلاینت (مناسب برای برنامه‌نویس ویجت)
- تبدیل اچ‌تی‌ام‌ال به پی‌دی‌اف و فلش
- بارگذاری و کار با سیستم‌های اطلاعاتی مشترک مثل اکتیو دایرکتوری، ال‌دپ، اس‌ام‌تی‌پی، پاپ، اچ‌تی‌تی‌پی، اف‌تی‌پی، مایکروسافت اکسچنج سرور و سایر سیستم‌های اطلاعاتی عمومی مثل آراس‌اس و اتم
- رابط کاربر گرافیکی مدیریت
- کلاستربندی سرور
- مدیریت وظایف
- و بسیاری دیگر

از قابلیت‌های مهم کلدفیوژن کار با آن در سایر آی‌دی‌ای‌های مطرح مثل اکلیپس است.
موتور اصلی کلدفیوژن با زبان سی پیاده‌سازی شده‌است. از زبان سی‌اف‌اسکریپت به عنوان زبان اسکریپت‌نویسی اول پشتیبانی می‌کند و از سایر زبان‌های اسکریپت‌نویس با نصب پلاگین پشتیبانی می‌کند. زبان اصلی کلدفیوژن بسیار شبیه به اچ‌تی‌ام‌ال است. در مشابهت به اچ‌تی‌ام‌ال اکثر تگ‌ها در کلدفیوژن با CF شروع می‌شوند مثل cfoutput.
همچنین IDE نوظهور «کلدفیوژن بیلدر» برای توسعه برنامه‌های کلدفیوژن به صورت دریافت عین مشاهده کمک بسیار زیادی به برنامه نویسان خواهد کرد.

## کلدفیوژن بیلدر
ادوبی کلدفیوژن بیلدر نام IDE جدید شرکت ادوبی بر اساس اکلیپس برای توسعه برنامه‌های کلدفیوژن است.
برخی از ویژگی‌های آن عبارت است از:
- تنظیم خودکار نگاشت رابطه‌ای شی
- تولید کد برنامه کاربردی
- مدیریت سرور
- قابل توسعه توسط فریم‌ورک اکلیپس
- هایلایت کردن دستوری سی‌اف‌ام‌ال، اچ‌تی‌ام‌ال، جاوااسکریپت، و سی‌اس‌اس
- کدیاری برای تگ‌ها، توابع، متغیرها، و مؤلفه‌ها
- تاشوندگی کد
- ایجاد و مدیریت تکه کد
- مشاهده شکل اجمالی کد
- مرورگر آردی‌اس برای فایل‌ها و پایگاه‌داده
- دیباگ در حد خطوط

## کلدفیوژن و ساخت فایل‌های پی‌دی‌اف و فلش
کلدفیوژن می‌تواند اسناد پی‌دی‌اف و فلش را به صورت پویا باز تولید کند. این کار به آسانی و توسط تگ از پیش تعریف شده انجام می‌گیرد. تگ cfdocument اسناد مورد نظر را در محل گفته شده تولید خواهد کرد این کار متفاوت با اجرای دستور Print جهت ایجاد اسناد پی‌دی‌اف است.
کلدفیوژن ۹ نوید بخش یک زبان سمت سرور غنی و یک بخش مهم از فلش پلتفرم است.

## تاریخچه
- ۱۹۹۵: نگارش ۱٫۰ آلایر کولد فیوژن عرضه شد
- ۱۹۹۶: نگارش ۱٫۵ آلایر کولد فیوژن عرضه شد
- ۱۹۹۶: نگارش ۲٫۰ آلایر کولد فیوژن عرضه شد
- ۱۹۹۷-ژوئن: نگارش ۳٫۰ آلایر کولد فیوژن عرضه شد
- ۱۹۹۸-ژانویه: نگارش ۳٫۱ آلایر کولد فیوژن عرضه شد
- ۱۹۹۸-نوامبر: نگارش ۴٫۰ آلایر کولد فیوژن عرضه شد- در این نسخه فاصلهٔ بین دو واژهٔ کولد و فیوژن برداشته شد.
- ۱۹۹۹-نوامبر: نگارش ۴٫۵ آلایر کلدفیوژن عرضه شد
- ۲۰۰۱-ژوئن: نگارش ۵٫۰ ماکروکدیا کلدفیوژن عرضه شد
- ۲۰۰۲-می: نگارش ۶٫۰ ماکروکدیا کلدفیوژن، به‌روزرسانی ۱٬۲ و ۳ عرضه شد
- ۲۰۰۳-ژوئیه: نگارش ۷٫۰ ماکروکدیا کلدفیوژن ام‌ایکس عرضه شد
- ۲۰۰۷-ژوئیه: نگارش ۸ ادوبی کلدفیوژن عرضه شد
- ۲۰۰۹-آوریل: نگارش ۸٫۱ ادوبی کلدفیوژن عرضه شد
- ۲۰۰۹-اکتبر: نگارش ۹٫۰ ادوبی کلدفیوژن عرضه شد
- ۲۰۱۰-ژوئیه: نگارش ۹٫۰٫۱ ادوبی کلدفیوژن عرضه شد
- ۲۰۱۲-می: نگاشت ۱۰٫۰ ادوبی کلدفیوژن عرضه شد
- ۲۰۱۴-آپریل: نگاشت ۱۱٫۰ ادوبی کلدفیوژن عرضه شد
- ۲۰۱۶-فوریه: نگاشت ۲۰۱۶ ادوبی کلدفیوژن عرضه شد